# Blood Red Sandman
Blood Red Sandman este un cântec al trupei Lordi.

## Lista cântecelor
1. Blood Red Sandman (Radio Edit)
2. To Hell With Pop
3. Pyromite